# 波尼斯-温德米尔
波尼斯-温德米尔（英語：Bowness-on-Windermere），是英國坎布里亞郡湖區溫德米爾南部的一座城鎮、湖區重要的觀光景點。在2012年，鮑內斯曾是倫敦奧運的火炬傳送點之一。鮑內斯的歷史可追溯至15世紀。鮑內斯有文德米爾湖的觀光渡船碼頭。

## 語源
“Bowness”（最早為Bulnes）源自古英語“bula”（牛）和“næss”（岬），意思是“牧牛的岬地”，“on-Windermere”是後來加上的，用以區別其他同名地點。

## 歷史

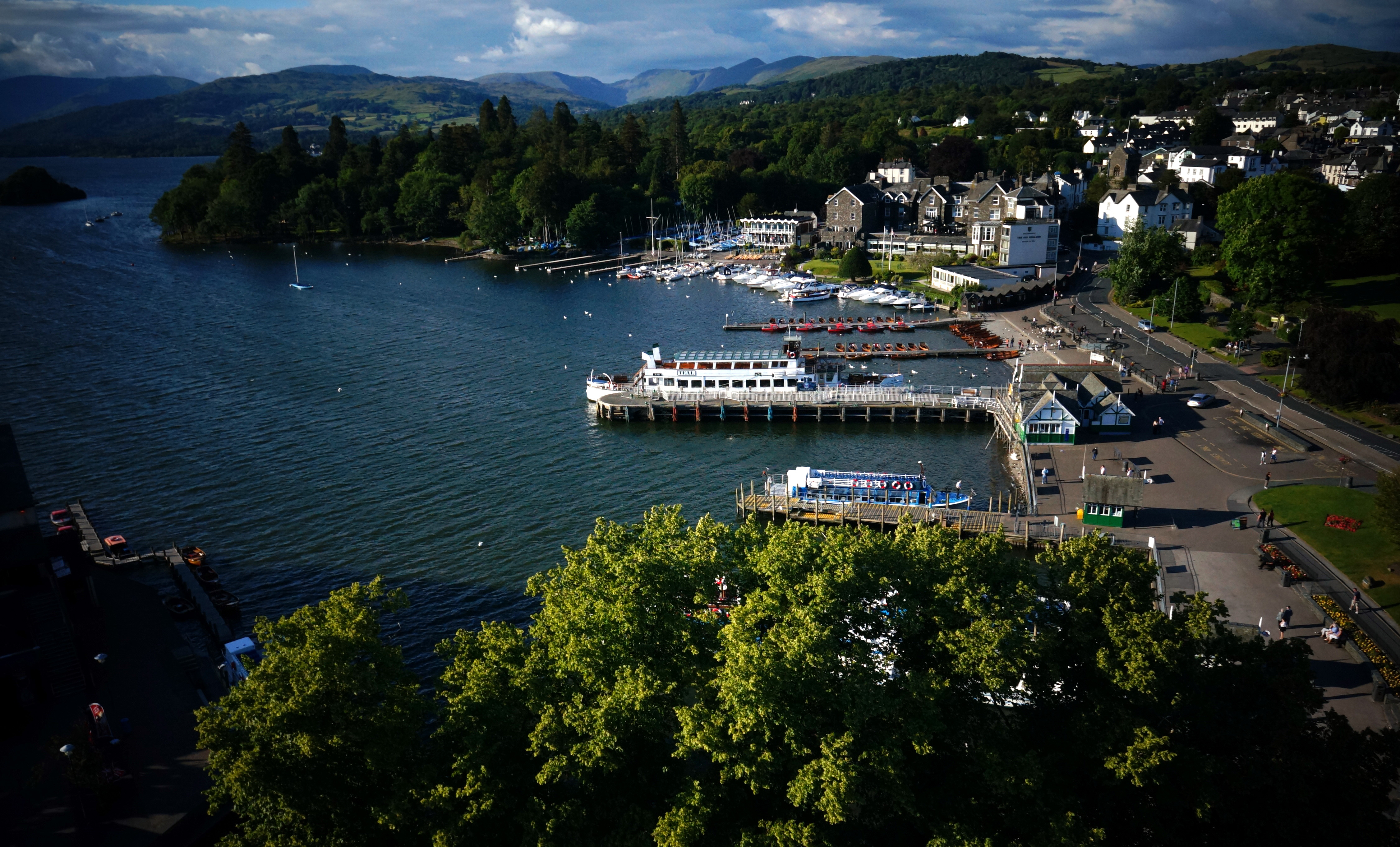
俯瞰波尼斯-温德米尔

該鎮的教區教堂聖瑪麗教堂建於1483年，而波尼斯-温德米尔本身則在1894年成為民政教區，并有了自己的議會。但1905年議會與溫德米爾議會合併，1974年波尼斯-温德米尔民政教區也和溫德米爾合併。

## 外部連結
- Cumbria County History Trust: Windermere and Bowness （页面存档备份，存于）